# Línea 2 (EMT Madrid)
La línea 2 de la EMT de Madrid une la plaza de Manuel Becerra con la avenida de la Reina Victoria.

## Características

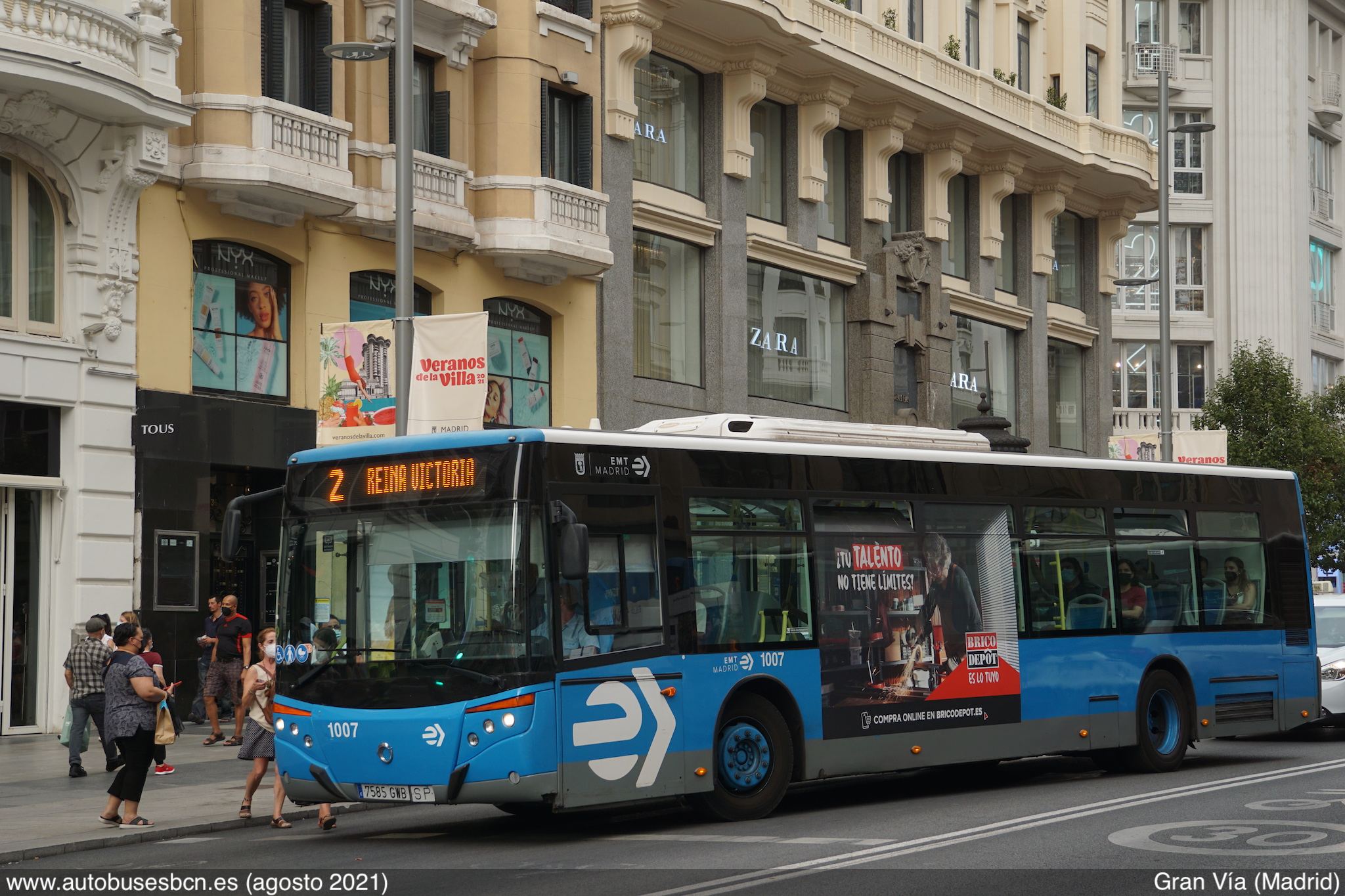
Línea 2 en Gran Vía (Madrid), agosto de 2021.

La línea 2 es una línea pensada para unir sus cabeceras con el centro de la ciudad más que para unirlas entre sí, pues el tiempo de trayecto entre las mismas no baja de la media hora en hora valle. Es una línea que comunica directamente el corazón de los barrios de Vallehermoso y Gaztambide con la Gran Vía así como el entorno de las calles Doctor Esquerdo y O'Donnell.
Al crearse la línea, esta tenía una variante, señalizada con un 2 tachado con una línea roja. Para diferenciarse ambas líneas sus tablillas rezaban Reina Victoria - Manuel Becerra (por O'Donnell) para la línea principal y Reina Victoria - Doctor Esquerdo (por Ibiza) para la variante.
Con la instalación generalizada de los teleindicadores electrónicos en la flota de autobuses, las líneas que eran variantes o ramales señalizados con raya roja o verde cambiaron su numeración, de modo que la línea 2 dejó de tener tal variante y su denominación cambió a la actual de Pza. Manuel Becerra - Avda. Reina Victoria.
Esta línea coincide en casi la totalidad de su recorrido con la línea 202, sucesora de la antigua variante de la línea 2, compartiendo recorrido ambas desde la cabecera en la Avenida de la Reina Victoria hasta la intersección de la calle O'Donnell y la Avenida de Menéndez Pelayo, donde se separan.
Dado que las frecuencias de paso de ambas líneas son iguales, en su recorrido hacia la cabecera de la Avenida de Reina Victoria se procesan como una sola desde la calle de Alcalá, de modo que los indicadores del tiempo que falta indican solo 2 Reina Victoria ya sea un bus de la línea 2 o la 202. En octubre de 2012, esta línea se fusiona con la 202, al ser coincidentes ambas líneas en el 90% de su recorrido, motivo por el cual la 2 deja de ir directa por O'Donnell, yendo en su lugar por Sáinz de Baranda (dirección Manuel Becerra) e Ibiza (dirección Reina Victoria), mientras que la 202 desaparece.

### Frecuencias
| Lunes a viernes laborables |               |
| De 6:00 a 8:00             | 7-14 minutos  |
| De 8:00 a 20:00            | 7-10 minutos  |
| De 20:00 a 23:00           | 7-15 minutos  |
| Sábados laborables         |               |
| De 6:00 a 11:00            | 10-25 minutos |
| De 11:00 a 20:00           | 11-13 minutos |
| De 20:00 a 23:00           | 11-17 minutos |
| Domingos y festivos        |               |
| De 7:00 a 11:00            | 16-30 minutos |
| De 11:00 a 20:00           | 13-17 minutos |
| De 20:00 a 23:00           | 15-19 minutos |

## Recorrido y paradas

### Sentido Avenida de la Reina Victoria
La línea inicia su recorrido en la Plaza de Manuel Becerra en las dársenas situadas al inicio de la calle del Doctor Esquerdo, desde las cuales enfila por dicha calle hacia el sur, hasta el Hospital Gregorio Marañón.
A continuación, gira a la derecha por la calle Ibiza, que recorre hasta que desemboca en la calle de Narváez para girar a la derecha y recorrer hasta la intersección con la calle de O'Donnell donde gira a la izquierda para recorrer dicha calle hasta tomar la calle de Alcalá atraviesa la Plaza de Cibeles para poco después incorporarse a la Gran Vía, que recorre en su totalidad hasta la Plaza de España, donde continúa su recorrido por la calle de la Princesa.
Desde Princesa gira a la derecha por la calle Mártires de Alcalá y circula por esta y por Blasco de Garay (su continuación tras cruzarse con la calle Alberto Aguilera) hasta girar de nuevo a la derecha por la calle Fernández de los Ríos.
Posteriormente gira a la izquierda para incorporarse a la calle Vallehermoso, que recorre hasta el final siguiendo por la calle Santander (continuación tras el cruce con la Avenida de Filipinas). Gira a la izquierda de nuevo para incorporarse a la calle Juan Vigón, que recorre en su totalidad, atravesando el cruce con el Paseo de San Francisco de Sales para seguir por la calle General Ampudia, que recorre en su totalidad tomando al final de la misma la Avenida del Valle hasta que desemboca en la Avenida de Reina Victoria.
Por la Avenida de Reina Victoria circula en dirección este durante unos 200 m hasta girar por la calle Guzmán el Bueno, donde tiene su cabecera frente a la Delegación de Hacienda.
| Código | Parada                                   | Común con                                       | Conexiones con Metro | Otros |
| ------ | ---------------------------------------- | ----------------------------------------------- | -------------------- | ----- |
| 3811   | MANUEL BECERRA                           | 71                                              | Manuel Becerra       |       |
| 148    | Doctor Esquerdo-Goya                     | 56 71 143 156 C1                                |                      |       |
| 150    | Casa de la Moneda                        | 30 56 71 143 156 E4 E5                          | O'Donnell            |       |
| 1256   | Hospital Gregorio Marañón                | 30 56 143 156                                   |                      |       |
| 199    | Ibiza-Maiquez                            |                                                 |                      |       |
| 2157   | Narváez-Ibiza                            | 15 26 61 63 215 C2                              | Ibiza                |       |
| 156    | O'Donnell-Narváez                        | 28                                              |                      |       |
| 158    | O'Donnell-Retiro                         | 20 28                                           |                      |       |
| 161    | Puerta de Alcalá                         | 1 9 15 20 51 52 74 146                          | Retiro               |       |
| 69     | Cibeles                                  | 1 9 15 20 51 52 53 74 146 Exprés Aeropuerto 001 | Banco de España      |       |
| 5135   | Círculo de Bellas Artes                  | 1 74 146 001                                    |                      |       |
| 5137   | Gran Vía-Pedro Zerolo                    | 1 74 146 001                                    |                      |       |
| 4094   | Gran Vía-Montera                         | 1 46 74 146 001 002                             | Gran Vía Sol         |       |
| 9      | Gran Vía-Callao                          | 1 46 74 146 001                                 | Callao               |       |
| 168    | Santo Domingo                            | 1 44 46 74 75 133 147 148 001                   | Santo Domingo        |       |
| 283    | Gran Vía-Plaza de España                 | 1 44 133 001                                    | Plaza de España      |       |
| 1750   | Plaza de España                          | 1 44 133 138 C1 001                             | Plaza de España      |       |
| 172    | Ventura Rodríguez                        | 1 44 133 138 C1 001                             | Ventura Rodríguez    |       |
| 175    | Mártires de Alcalá                       |                                                 |                      |       |
| 176    | Argüelles                                |                                                 | Argüelles            |       |
| 177    | Blasco de Garay-Centro Mayores           |                                                 |                      |       |
| 4477   | Galileo                                  |                                                 |                      |       |
| 4478   | Vallehermoso-Donoso Cortés               |                                                 |                      |       |
| 4479   | Vallehermoso-Cea Bermúdez                |                                                 |                      |       |
| 180    | Vallehermoso-Islas Filipinas             |                                                 |                      |       |
| 181    | Estadio Vallehermoso                     |                                                 |                      |       |
| 182    | Melquíades Álvarez                       |                                                 |                      |       |
| 183    | General Ampudia                          |                                                 |                      |       |
| 184    | Avenida del Valle                        |                                                 |                      |       |
| 185    | Metro Guzmán el Bueno                    | C1 F                                            | Guzmán el Bueno      |       |
| 186    | REINA VICTORIA (C/ Guzmán el Bueno, 139) |                                                 |                      |       |

### Sentido Plaza de Manuel Becerra

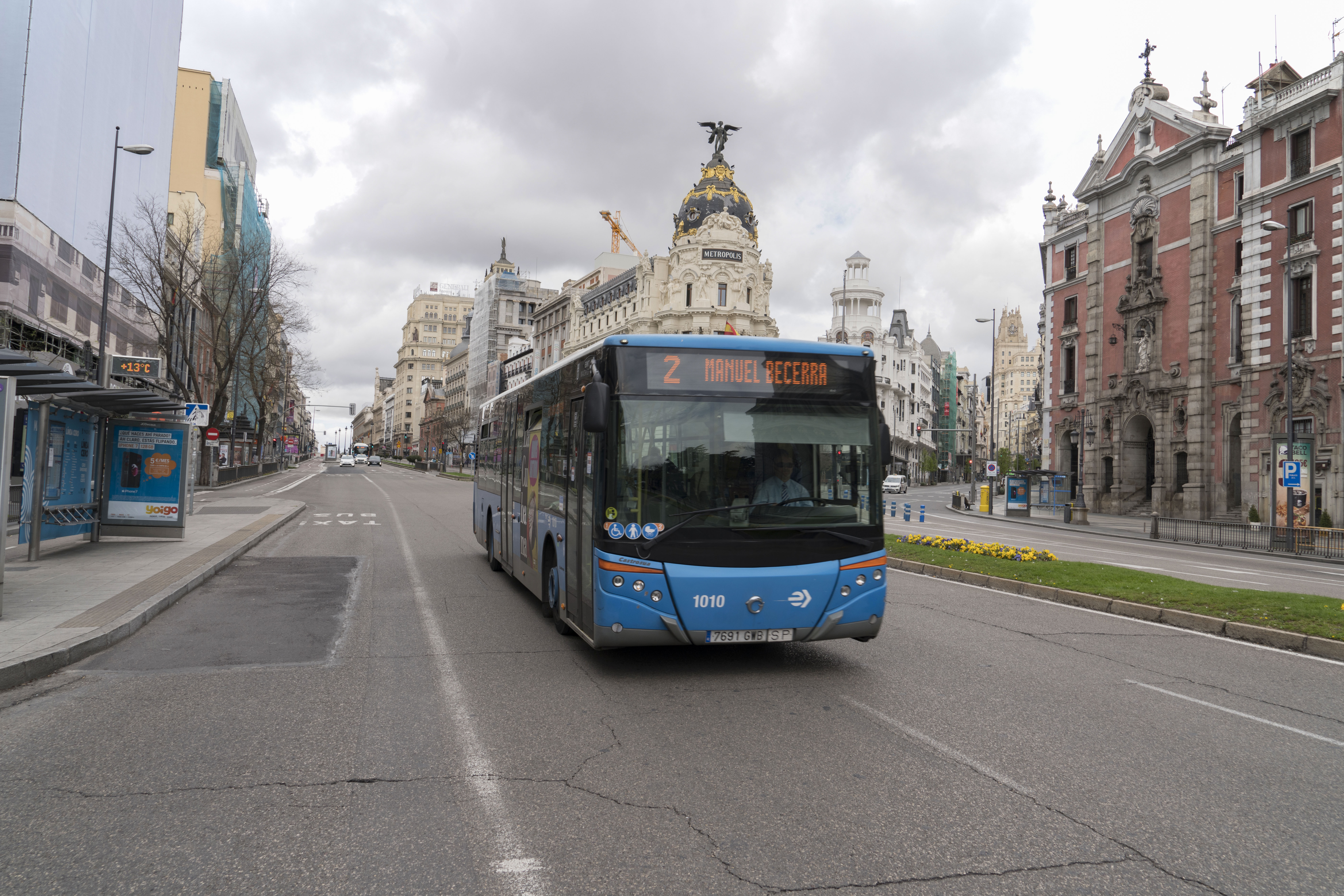
Un autobús prestando servicio en la línea

La línea inicia su recorrido en la calle Guzmán el Bueno junto a la Delegación de Hacienda y recorre esta calle en su totalidad hasta desembocar en la calle Alberto Aguilera, incorporándose inmediatamente a la calle Serrano Jover hasta desembocar en la calle de la Princesa, que recorre en su totalidad hasta la Plaza de España. A continuación recorre la Gran Vía entera hasta salir a la calle de Alcalá.
Al tomar la calle de Alcalá atraviesa la Plaza de Cibeles y pasa junto a la Puerta de Alcalá girando unos 500 m después hacia la calle O'Donnell, que recorre hasta la calle Narváez para girar a la derecha y recorrer hasta la intersección con Sáinz de Baranda donde gira a la izquierda y recorre dicha calle hasta llegar a la intersección con la calle Doctor Esquerdo, nuevo giro a la izquierda para incorporarse a esta calle y llegar a la Plaza de Manuel Becerra, donde acaba su recorrido.
| Código | Parada                                   | Común con                 | Conexiones con Metro | Otros |
| ------ | ---------------------------------------- | ------------------------- | -------------------- | ----- |
| 186    | REINA VICTORIA (C/ Guzmán el Bueno, 139) |                           | Guzmán el Bueno      |       |
| 187    | Guzmán el Bueno-San Francisco de Sales   |                           |                      |       |
| 188    | Melquíades Álvarez                       | 12                        |                      |       |
| 189    | Metro Islas Filipinas                    |                           | Islas Filipinas      |       |
| 190    | Guzmán el Bueno-Fernández de los Ríos    |                           |                      |       |
| 191    | Guzmán el Bueno-Meléndez Valdés          |                           |                      |       |
| 192    | Argüelles                                |                           | Argüelles            |       |
| 193    | Princesa-Rey Francisco                   | 1 44 133 138 C2 001       |                      |       |
| 173    | Ventura Rodríguez                        | 1 44 74 133 138 C2 001    | Ventura Rodríguez    |       |
| 741    | Plaza de España                          | 1 44 74 133 138 C2 001    | Plaza de España      |       |
| 171    | Gran Vía-Plaza de España                 | 1 3 46 74 001             | Plaza de España      |       |
| 169    | Santo Domingo                            | 1 3 46 74 146 001         | Santo Domingo        |       |
| 723    | Gran Vía-Callao                          | 1 3 46 74 146 001         | Callao               |       |
| 724    | Gran Vía-Montera                         | 1 3 46 74 146 001         | Gran Vía Sol         |       |
| 5138   | Gran Vía-Pedro Zerolo                    | 1 3 46 74 146 001 002     |                      |       |
| 164    | Círculo de Bellas Artes                  | 1 3 46 74 146 001 002     |                      |       |
| 70     | Cibeles                                  | 1 9 15 20 51 52 74 146    | Banco de España      |       |
| 162    | Puerta de Alcalá-Retiro                  | 1 9 15 19 20 51 52 74 146 | Retiro               |       |
| 174    | Alcalá-Retiro                            | 20 28                     |                      |       |
| 3686   | O'Donnell-Retiro                         | 28                        |                      |       |
| 157    | O'Donnell-Narváez                        | 28                        |                      |       |
| 2156   | Narváez-Ibiza                            | 15 26 61 63 215 C1        | Ibiza                |       |
| 2158   | Sainz de Baranda-Narváez                 | 15 215                    |                      |       |
| 2160   | Sainz de Baranda-Maiquez                 | 15 215                    |                      |       |
| 2162   | Metro Sainz de Baranda                   | 15 215                    | Sainz de Baranda     |       |
| 1257   | Hospital Gregorio Marañón                | 30 56 143 156             |                      |       |
| 5822   | Doctor Esquerdo-O'Donnell                | 30 56 143 156             |                      |       |
| 151    | Casa de la Moneda                        | 30 56 71 143 156          | O'Donnell            |       |
| 149    | Doctor Esquerdo-Goya                     | 56 71 143 156 C2          |                      |       |
| 3811   | MANUEL BECERRA                           | 71                        | Manuel Becerra       |       |

## Galería de imágenes

Mapa zonal de la estación de metro de Guzmán el Bueno con los recorridos de las líneas de autobuses, entre las que aparece el 2.